# Myrmeleon (Myrmeleon) chloropterus
Myrmeleon (Myrmeleon) chloropterus is een insect uit de familie van de mierenleeuwen (Myrmeleontidae), die tot de orde netvleugeligen (Neuroptera) behoort. 
Myrmeleon (Myrmeleon) chloropterus is voor het eerst wetenschappelijk beschreven door Navás in 1912.